# Bozoni
Bozon (po S. N. Boseu) je subatomska čestica cjelobrojnoga spina koja se podvrgava Bose-Einsteinovoj statistici. Skupini bozona pripadaju fotoni, gluoni, W-bozoni, Z-bozoni, Higgsovi bozoni, gravitoni, mezoni i složenije čestice koje sadrže parni broj fermiona, na primjer atomske jezgre deuterija (²H) jer imaju spin 1 i atomske jezgre helija (4He) jer imaju spin 0. Elementarni bozoni su prenositelji temeljnih međudjelovanja (fundamentalnih interakcija).
Prema standardnom modelu, s obzirom na vrijednost spina, sve elementarne čestice dijele se u dvije velike grupe: fermione i bozone. U fermione spadaju elementarne čestice koje izgrađuju svu poznatu materiju (tvar) u svemiru, dok u bozone spadaju elementarne čestice koje se nazivaju baždarni bozoni. To su bozoni koji nemaju unutarnju strukturu, u potpunosti su elementarni i definiraju se kao čestice prijenosnici 3 temeljne sile prirode (jaka nuklearna sila, slaba nuklearna sila i elektromagnetska sila), ne računajući gravitaciju.
| Bozon         | Oznaka | Antičestica | Električni naboj Q/e | Spin | Masa (MeV/c2) |
| ------------- | ------ | ----------- | -------------------- | ---- | ------------- |
| foton         | γ      | sam sebi    | 0                    | 1    | 0             |
| W-bozon       | W-     | W+          | -1                   | 1    | 80,38         |
| Z-bozon       | Z      | sam sebi    | 0                    | 1    | 91,19         |
| gluon         | g      | sam sebi    | 0                    | 1    | 0             |
| Higgsov bozon | H0     | sam sebi    | 0                    | 0    | 125,09        |
| graviton      | G      | sam sebi    | 0                    | 2    | 0             |

## Foton
Foton (prema grč. φῶς, genitiv: φωτός: svjetlοst), svjetlosni kvant ili kvant elektromagnetskoga zračenja (oznaka γ) je osnovni djelić energije elektromagnetskoga zračenja, elementarna čestica koja je posrednik u prenošenju elektromagnetskoga međudjelovanja. U vakuumu se foton giba brzinom svjetlosti, a nema masu, električni naboj, ni energiju mirovanja. Njegov je spin jednak jedinici i pripada u skupinu bozona. Foton kao pojam uveo je A. Einstein 1905. kako bi objasnio fotoelektrični učinak, koji se nije mogao objasniti s pomoću valne teorije elektromagnetskoga zračenja. Elektromagnetsko zračenje frekvencije ν pokazuje pri međudjelovanju s tvari da se sastoji od nedjeljivih fotona energije: 
{\displaystyle E=h\cdot \nu }
gdje je: h - Planckova konstanta. Fotoni nastaju u mnogim prirodnim procesima: pri ubrzavanju električki nabijenih čestica (sinkrotronsko zračenje), pri nuklearnoj, atomskoj ili molekularnoj pretvorbi (transformaciji) iz stanja više energije u stanje niže energije, pri poništenju (anihilaciji) čestica i antičestica.

## W i Z bozoni
W i Z bozoni su elementarne čestice prijenosnici slabe nuklearne sile, odgovorne za raspade protona u neutrone i obrnuto. Za razliku od ostalih baždarnih bozona, mase mirovanja su mi različite od nule, a iznose 80,4 i 91,2 GeV/c2, što je gotovo 100 puta više od mase protona, zbog čega im je djelovanje ograničeno na atomsku jezgru.

### W-bozon
W-bozon (oznaka W±) je subatomska čestica koja kao prijenosnik temeljne slabe nuklearne sile postoji u dva električki nabijena stanja, u negativnom stanju je čestica, a u pozitivnom stanju je antičestica. Sa Z-bozonom, gluonom i fotonom čini skupinu baždarnih bozona elektroslaboga i jakoga međudjelovanja (jaka nuklearna sila). W-bozoni otkriveni su 1983. u CERN-u u Ženevi, u skladu s predviđanjima modela S. L. Glashowa, S. Weinberga i A. Salama (Nobelova nagrada za fiziku 1979.). Njihova razmjerno velika masa, mW = 80,385 ± 0,015 GeV/c², objašnjava kratkodosežnost i izrazito malu jakost slabe sile pri uobičajenim niskoenergijskim procesima subatomskih čestica.

### Z-bozon
Z-bozon (oznaka Z) je subatomska čestica koja je prijenosnik temeljne slabe sile, električki je neutralna i sama sebi antičestica. S W-bozonom, gluonom i fotonom čini baždarne bozone elektroslaboga i jakoga međudjelovanja. Z-bozoni otkriveni su 1983. u CERN-u u Ženevi, u skladu s predviđanjima modela S. L. Glashowa, S. Weinberga i A. Salama (Nobelova nagrada za fiziku 1979.). Njihova razmjerno velika masa, mZ = 91,1875 ± 0,0021 GeV/c², objašnjava kratkodosežnost i izrazito malu jakost slabe sile pri uobičajenim niskoenergijskim procesima subatomskih čestica.

## Gluon
Gluon (eng. gluon, od glue: ljepilo koje dolazi od fran. glu: ljepak [od imele] i kasnolat. glus, genitiv glutis, za klas. lat. gluten; oznaka g) je elementarna čestica bez mase, koja prenosi temeljno jako međudjelovanje (jaka nuklearna sila) i veže kvarkove u hadronima, bozon spina 1. Međudjelovanje kvarkova prenosi se emisijom i apsorpcijom gluona, slično kao što se elektromagnetsko međudjelovanju prenosi fotonima. Razlika je u tome što fotoni nemaju električni naboj i uzajamno ne međudjeluju, a gluoni imaju 8 vrsta naboja boje pa između njih djeluje jaka sila. Gluone je teorijski predvidio M. Gell-Mann 1964. a pokusima su potvrđeni 1979. s pomoću gluonskih mlazova u istraživačkom središtu DESY (njemački elektronski sinkrotron) u Hamburgu.

## Higgsov bozon
Higgsov bozon (po P. Higgsu; oznaka H0) je bozon uveden u standardnu teoriju čestica i sila (1964.) radi objašnjenja kako je prilikom nastanka svemira narušena elektroslaba simetrija pa je nastao veći broj subatomskih čestica nego antičestica i zašto čestice imaju masu. Njegova je masa približno 125,09 GeV/c², spin 0, vrijeme poluraspada 1,56 × 10–22 s, električki je neutralan i sam je sebi antičestica. Može se raspasti na dva W-bozona: 
{\displaystyle \mathrm {H} ^{0}\rightarrow \mathrm {W} ^{+}+\mathrm {W} ^{-}}
dva Z-bozona: 
{\displaystyle \mathrm {H} ^{0}\rightarrow \mathrm {Z} ^{0}+\mathrm {Z} ^{0}}
dva fotona: 
{\displaystyle \mathrm {H} ^{0}\rightarrow \mathrm {\gamma } +\mathrm {\gamma } }
i drugo.

## Graviton
Graviton (prema gravitacija) je kvant gravitacijskog polja, prijenosnik temeljne gravitacijske sile. To je čestica s masom mirovanja jednakom nuli i nultim nabojem, bozon sa spinom 2∙h, a pripadno je polje tenzorsko. Graviton bi trebao biti kvant gravitacijskih valova, što ih je kao mreškanje (promjene) prostor-vremena koje se širi brzinom svjetlosti. Einstein predvidio već 1916. U supersimetričnim minimalnim proširenjima standardnoga modela (fizika elementarnih čestica), čestice cjelobrojnoga spina dobivaju partner-česticu polucijeloga spina. Tako bi gravitonu spina 2∙h odgovarao gravitino polucijeloga spina 3∙h/2. 